# Sant Bernabé de Tenes
Sant Bernabé de Tenes és una església de Ripoll protegida com a Bé Cultural d'Interès Local.

## Descripció
Consta d'una sola nau distribuïda en Quatre seccions delimitades per arcs i Roberta amb teulada a dues vessants. A la façana s'alça un campanar, amb torre de base quadrada. Al mateix costat de llevant hi ha un atri, petita dependència adornada amb dues arcades. La sagristia es troba al fons del cos de l'edifici.